# ОШ „Бранко Радичевић” Стапар
ОШ „Бранко Радичевић” једна је од основних школа у Сомбору. Налази се у улици Вука Караџића 20 у Стапару. Названа је по Бранку Радичевићу (1824—1853), српском романтичарском песнику.

## Историјат
Школа у Стапару постоји од постанка села, од 1752. године. У оквиру Хабзбуршке царевине у 18. веку Стапар има црквено–православну школу, а као део Краљевине Срба, Хрвата и Словенаца 1919. године постаје Стапарска народна основна школа са четири разреда. Између два рата школа је постала Државна основна школа са шест разреда. У периоду од 1929. године до краја рата Стапар има и Грађанску школу која је до 1945. радила као Непотпуна гимназија, затим Седмољетка, а од 1. јула 1959. као Основна школа „Бранко Радичевић”. Зграде у којима је била смештена школа су рађене у неколико периода од 1869. до 1929. године. Нова школска зграда и спортска сала су изграђене у периоду од 1988. до 1990. На празник Месне заједнице Стапар, Дан ослобођења, 21. октобра 1990. је свечано отворена нова школска зграда, а чин освећења је обављен 5. априла 1992. у присуству владике бачког Иринеја Буловића. Године 2007. је адаптиран стари део школе који је претворен у Етно музеј. Исте године, 27. јануара, су награђени Светосавском наградом, најзначајнијим признањем у области образовања и васпитања, на Светосавској академији.

## Знаменити ђаци
Неки од знаменитих ученика који су похађали Основну школу „Бранко Радичевић” Стапар су:
- Никола Станковић, градитељ железница у Угарској крајем 19. и почетком 20. века
- академик Динко Давидов, историчар уметности
- књижевници Бошко Ивков, Мирослав Јосић Вишњић и Маринко Арсић Ивков
- универзитетски професори Јанчурић, Станимир Ковчин и Милица Хрустић са Пољопривредног факултет Универзитета у Новом Саду